# Нікос Кундурос
Нікос Ку́ндурос (грец. Νίκος Κούνδουρος; 15 грудня 1926, Айос-Ніколаос, Крит, Греція — 22 лютого 2017, Афіни, Греція) — грецький кінорежисер, сценарист, продюсер, художник і монтажер.

## Біографія
Народився на Криті. Вивчав мистецтво. У кіно з 1954 року («Чарівний місто»). Після державного перевороту і приходу до влади чорних полковників спочатку потрапляє в Концентраційний табір Макронісос, а згодом емігрує до Італії. Після відновлення демократії повертається на батьківщину.

## Фільмографія

### Режисер
- 1958 — Чарівне місто / Μαγική πόλη
- 1958 — Дракон / Ο δράκος
- 1958 — Підпільники / Οι παράνομοι
- 1960 — Річка / Το ποτάμι
- 1963 — Молоді Афродіти / Μικρές Αφροδίτες
- 1967 — Обличчя медузи / Το πρόσωπο της Μέδουσας
- 1975 — Пісні вогню / Τραγούδια της φωτιάς
- 1978 — 1922 / 1922
- 1985 — Бордель / Μπορντέλο
- 1992 — Байрон, балада для демона / Μπάυρον: Μπαλλάντα για ума δαίμονα
- 1998 — Фотограф / Οι φωτογράφοι (за мотивами «Антігони» Софокла)

### Сценарист
- 1958 — Підпільники / Οι παράνομοι
- 1960 — Річка / Το ποτάμι
- 1967 — Обличчя медузи / Το πρόσωπο της Μέδουσας
- 1975 — Пісні вогню / Τραγούδια της φωτιάς
- 1978 — 1922 / 1922
- 1985 — Бордель / Μπορντέλο
- 1992 — Байрон, балада для демона / Μπάυρον: Μπαλλάντα για ума δαίμονα
- 1998 — Фотограф / Οι φωτογράφοι

### Продюсер
- 1954 — Чарівне місто / Μαγική πόλη
- 1963 — Молоді Афродіти / Μικρές Αφροδίτες
- 1967 — Обличчя медузи / Το πρόσωπο της Μέδουσας
- 1975 — Пісні вогню / Τραγούδια της φωτιάς

### Художник
- 1958 — Підпільники / Οι παράνομοι
- 1960 — Річка / Το ποτάμι
- 1963 — Молоді Афродіти / Μικρές Αφροδίτες
- 1998 — Фотограф / Οι φωτογράφοι

## Нагороди
- 1958 — номінація на приз «Золотий ведмідь» 8-го Берлінського міжнародного кінофестивалю («Підпільники»)
- 1960 — приз за режисуру Бостонського Мкф («Річка»)
- 1963 — номінація на приз «Золотий ведмідь» 13-го Берлінського міжнародного кінофестивалю («Молоді Афродіти»)
- 1963 — приз «Срібний ведмідь» 13-го Берлінського міжнародного кінофестивалю («Молоді Афродіти»)
- 1963 — приз ФІПРЕССІ 13-го Берлінського міжнародного кінофестивалю («Молоді Афродіти»)
- 1967 — номінація на приз «Золотий ведмідь» 17-го Берлінського міжнародного кінофестивалю («Обличчя медузи»)
- 1979 — приз за режисуру і кращий фільм Кейптаунського МКФ («1922»)